# Christella evoluta
Christella evoluta là một loài thực vật có mạch trong họ Thelypteridaceae. Loài này được (Clarke & Baker) Holttum mô tả khoa học đầu tiên năm 1974.